# Eremogone ursina
Eremogone ursina là loài thực vật có hoa thuộc họ Cẩm chướng. Loài này được (Rob.) Ikonn. mô tả khoa học đầu tiên năm 1973.